# Michael Greif
Michael Greif (Brooklyn, 1959) è un regista teatrale e direttore artistico statunitense.
Per il suo lavoro nei teatri dell'Off Broadway e Broadway ha vinto tre Obie Award ed è stato candidato a cinque Tony Award alla miglior regia di un musical.

## Biografia
Dopo le lauree alla Northwestern University e all'Università della California, San Diego, Greif è stato il direttore artistico de La Jolla Playhouse dal 1994 al 1999. Ottenne un grande successo nel 1996 quando diresse la prima di Rent nell'Off Broadway e a Broadway, per cui ottenne la sua prima nomination al Tony Award alla miglior regia di un musical. Nel corso della sua carriera ottenne altre tre candidature, per Grey Gardens (2007), Next to Normal (2009) e Dear Evan Hansen (2017). Ha diretto anche numerose opere di prosa, tra cui diversi lavori di William Shakespeare, Tony Kushner ed Anton Čechov.

## Teatrografia parziale

### Regista
- The Baltimore Waltz di Paula Vogel. CENTERSTAGE di Baltimora (1991)
- Teresa Raquin da Émile Zola. Williamstown Theatre Festival di Williamstown (1993)
- Il gabbiano di Anton Čechov, con Gwyneth Paltrow, Christopher Walken, Blythe Danner. Williamstown Theatre Festival di Williamstown (1994)
- Slavs! di Tony Kushner. La Jolla Playhouse di La Jolla (1996)
- Rent di Jonathan Larson. New York Theatre Workshop dell'Off-Broadway, Nederlander Theatre di Broadway (1996)
- La dolce ala della giovinezza di Tennessee Williams. La Jolla Playhouse di La Jolla (1999)
- Piccola città di Thornton Wilder. La Jolla Playhouse di La Jolla (2001)
- Il giardino dei ciliegi di Anton Čechov, con Jessica Chastain, Michelle Williams. Williamstown Theatre Festival di Williamstown (2004)
- Beauty of the Father di Nilo Cruz. New York City Center dell'Off-Broadway (2005)
- Grey Gardens di Scott Frankel, Doug Wright e Michael Korie. Playwrights Horizons dell'Off-Broaway, Walter Kerr Theatre di Broaway (2006)
- Romeo e Giulietta di William Shakespeare, con Oscar Isaac e Lauren Ambrose. Delacorte Theater dell'Off-Broadway (2007)
- Next to Normal di Tom Kitt e Brian Yorkey. Second Stage Arena dell'Off-Broadway (2008), Booth Theatre di Broadway (2009)
- Tre sorelle di Anton Čechov. Williamstown Theatre Festival di Williamstown (2008)
- The Intelligent Homosexual's Guide to Capitalism and Socialism with a Key to the Scriptures di Tony Kushner. Guthrie Theatre di Minneapolis (2009), Public Theater dell'Off-Broadway (2011)
- Il racconto d'inverno di William Shakespeare. Delacorte Theater dell'Off-Broadway (2010)
- Angels in America - Fantasia gay su temi nazionali di Tony Kushner. Peter Space dell'Off-Broadway (2011)
- Rent di Jonathan Larson. New World Stages dell'Off-Broadway (2011)
- La tempesta di William Shakespeare. Delacorte Theater dell'Off-Broadway (2015)
- Dear Evan Hansen di Pasek & Paul e Steven Lavenson. Arena Stage di Washington (2015), Second Stage dell'Off-Broadway e Music Box Theatre di Broadway (2016)
- War Paint di Scott Frankel, Doug Wright e Michael Korie. Goodman Theatre di Chicago (2016), Nederlander Theatre di Broadway (2017)